# Горизонт сгоревших домов
В археологии неолитической Европы горизо́нт сгоре́вших домо́в представляет собой географическую протяжённую область предположительно преднамеренно сожжённых поселений.
Это была широко распространённая традиция на территории современной Юго-Восточной Европы и Восточной Европы, существовавшая между 6500 г. до н. э. (начало неолита в этом регионе) и 2000 г. до н. э. (начало бронзового века). Ярким представителем этой традиции является культура Кукутень-Триполье, которая была сосредоточена на горизонте сожжённых домов как географически, так и по времени.
Историками-исследователями неолита и энеолита Европы до сих пор ведётся дискуссия о том, были ли большинство сгоревших домов подожжены преднамеренно или нет.
Хотя до сих пор ведутся споры о том, почему практиковалось сжигание домов, доказательства, похоже, указывают на то, что это вряд ли было случайным. Также ведутся споры о том, что могло быть причиной преднамеренного и регулярного сжигания домов, ведь эти поджоги могли уничтожить всё поселение. Однако в последние годы вокруг теории «домоцида», поддерживаемой Трингхем, Стеванович и другими, начал складываться консенсус.
Кукутень-Трипольские поселения полностью выгорали каждые 60—80 лет, оставляя после себя последовательные слои, состоящие в основном из большого количества обломков от обрушившихся глинобитных стен. Эти обломки в основном состояли из керамического материала, возникавшего, когда сырая глина, использовавшаяся для обмазывания стен, остекловывалась от сильного жара. Пожар, уничтожавший здания, остекловывал глину, окрашивая её в ярко-оранжевый цвет, сходным образом с тем, как предметы из необработанной глины превращаются в керамические изделия в процессе обжига в печи. Более того, огромное количество обломков из обожжённой глины, найденных на месте каждого дома поселения, указывает на то, что огонь огромной силы бушевал во всём поселении, чтобы создать такой объём найденного материала.

## Эксперименты
Хотя предпринимались некоторые попытки воспроизвести результаты сожжений древних поселений, ни в одном эксперименте ещё не удалось успешно воспроизвести условия, которые оставили бы после себя такой же тип остатков, как у обнаруженных на сожжённых неолитических стоянках, при условии, что постройки сгорели при нормальных условиях.

## Аргументы в пользу случайного или преднамеренного сжигания
Аргумент в пользу случайного возгорания: На некоторых сожжённых участках находилось большое количество запасов продовольствия, частично уничтоженных пожарами, в результате которых сгорели дома. Кроме того, существовал высокий риск возгорания из-за использования в этих домах примитивных печей. Эти два факта подтверждают теорию о том, что здания были сожжены случайно или в результате нападения противника, поскольку можно было бы утверждать, что никто не стал бы преднамеренно сжигать запасы продовольствия вместе с домами.
Аргумент преднамеренного поджога: Некоторые историки утверждают, что поселения были преднамеренно сожжены в повторяющемся цикле строительства и разрушения. Сербский археолог Мирьяна Стеванович пишет: «…маловероятно, что дома сгорели в результате серии несчастных случаев или по каким-либо конструктивным и технологическим причинам, а скорее то, что они были разрушены в результате преднамеренного поджога и, скорее всего, по причинам символического характера».
Некоторые из современных экспериментов по сжиганию домов включают эксперименты, проведенные Артуром Банкоффом и Фредериком Винтером в 1977 году, Гэри Шаффером в 1993 году и Стеванович в 1997 году. В своём эксперименте Банкофф и Винтер построили модель полуразрушенного неолитического дома, а затем подожгли её таким образом, чтобы воспроизвести случайный пожар, который, возможно, возник бы из-за заброшенного очага для приготовления пищи. Затем они позволили огню бесконтрольно гореть более тридцати часов. Хотя огонь быстро распространился на соломенную крышу, уничтожив её в процессе, в конце концов обгорело менее одного процента глины в стенах (превратилось в керамический материал), что противоречит большому количеству обломков из обожжённой глины, найденному в развалинах кукутень-трипольского городища. Кроме того, в результате экспериментального сжигания стены остались почти полностью нетронутыми. Было бы относительно легко быстро отремонтировать крышу, убрать пепел и снова заселить дом. Эти результаты типичны для всех современных экспериментов, которые были проведены, чтобы попытаться воссоздать эти древние сожжённые дома. Стеванович утверждает, что для производства большого количества обожжённой глины, найденной в руинах, необходимо было разместить огромное количество дополнительного топлива рядом со стенами, чтобы создать достаточно тепла для стеклования глины.

## Гипотезы
- Анализ возможных причин периодических пожаров кукутень-трипольских поселений приводит к следующим гипотезам[1]:

1. Несчастный случай: Согласно этой теории, дома сгорали в результате случайного пожара. Хотя эта гипотеза может объяснить, как могли сгореть некоторые строения, она не даёт удовлетворительного объяснения причины возгорания всех из них. Как обсуждалось выше, эксперименты дали очень убедительные доказательства против этой гипотезы[3]
2. Защита от атмосферных воздействий: В 1940 году русский археолог Евгений Юрьевич Кричевский выдвинул теорию, что в кукутень-трипольской культуре дома сжигались, чтобы укрепить структуру стен и защитить пол от сырости и плесени. Кричевский предположил, что глина в полу и стенах под воздействием огня превращается в твёрдую керамическую поверхность. Аргументом против являются археологические свидетельства, включающие обгоревшие обломки, оставшиеся от обрушившихся стен и разрушенных полов. Кроме того в обломках находят сгоревшие ценные артефакты, вряд ли они оказались бы там, если жители запланировано готовили дом к поджогу[11]
3. Агрессия: гипотеза утверждает, что поселения были сожжены в результате нападений врагов. Однако, как и в случае с гипотезой несчастного случая, эта гипотеза также не может удовлетворить всем археологическим свидетельствам, обнаруженным на памятниках Кукутень-Триполья. Например, в обгоревших руинах зданий не было обнаружено человеческих останков. Также не было найдено останков с застрявшими внутри скелета наконечниками метательных снарядов, таких как стрелы или копья. Это указывает на то, что, хотя акты агрессии возможны, на самом деле они были не очень распространены и не играли большой роли в жизни поселения. Таким образом, из-за отсутствия подтверждающих доказательств агрессии трудно поддержать эту гипотезу как причину повторяющихся и цикличных поджогов поселений[3].
4. Переработка строительных материалов: в 1993 году Гэри Шаффер проверил с помощью археомагнитного датирования и экспериментов свою гипотезу. Суть её в том, что старые, ветхие дома сжигались с целью переработки глины, из которой они были сделаны, для использования её при строительстве новых зданий. Конструкция из веток и глины подвержена ветхости, и мы можем предположить, что по прошествии определённого периода времени здания естественным образом начнут проявлять признаки значительного износа, создавая потенциальную угрозу для своих жильцов и других лиц. Можно утверждать, что в таком случае решением проблемы было бы сжечь постройки всего поселения, чтобы получить обильный запас отвердевшего обожжённого керамического материала для его дальнейшего использования в строительстве новых домов. Шаффер обнаружил несколько стен в кукутень-трипольском городище, которые были частично построены из переработанного керамического материала, оставшегося от предыдущего здания, что может считаться подтверждением этой гипотезы[3].
5. Фумигация: эта гипотеза утверждает, что пожары использовались для окуриваний зданий по санитарным соображениям, чтобы избавиться от вредителей, болезней, насекомых или ведьм. Однако имеющиеся данные не подтверждают эту точку зрения: поскольку все строения в пределах поселений были полностью сожжены и разрушены, было бы нелогичным считать, что единственной целью поджогов была фумигация[3][10].
6. Символический конец дома: некоторые учёные выдвинули гипотезу, что здания сжигались регулярно и намеренно, чтобы ритуально отметить конец «жизни» дома. Для обозначения этой практики были придуманы термины «Domicide» (домицид) и «Domithanasia»[1]. Эта гипотеза постулирует, что представители кукутень-трипольской культуры, возможно, были анимистами, веря, что неодушевлённые предметы, включая дома, имеют душу или дух. Предположительно, эти люди верили в реинкарнацию, в то, что «душа» старого, сгоревшего дома будет «возрождена» в новом здании построенном на его месте. Используя эту теорию, предметы, принадлежащие дому (включая еду, разные ёмкости и ритуальные предметы), возможно рассматривать как разделяющие тот же «дух», что и сама структура дома. При разрушении дома было бы также логично уничтожить другие предметы, которые считаются частью дома, что объяснило бы, почему такого рода предметы были найдены погребёнными под обломками. Физический акт уничтожения всего поселения путём преднамеренного сжигания его дотла потребовал бы организованных совместных усилий сообщества, включая укладку огромного количества топлива вокруг стен сооружений, а затем поджог всего поселения. Такой систематический акт разрушения оставлял бы после себя свидетельства того рода, которые мы и находим в археологических памятниках[1][3][10].